# Sydney Kings
O Sydney Kings é uma uma equipe profissional de basquetebol masculino australiano que disputa a National Basketball League (NBL). Foi fundado em 1987 com a fusão entre duas equipes de Sydney (West Sydney Westars e Sydney Supersonic) e até hoje é a única equipe a conquistar três títulos em seqüência (2003, 2004 e 2005). Atualmente mandam seus jogos na Qudos Bank Arena com capacidade para 21.000 espectadores.

## Histórico de Temporadas
| Temporada | Nível | Liga | Pos. | J     | PL  | Resultado  |
| --------- | ----- | ---- | ---- | ----- | --- | ---------- |
| 2006-07   | 1     | NBL  | 4    | 20-13 |     |            |
| 2007-08   | 1     | NBL  | 1    | 27-3  |     | Finalista  |
| 2010-11   | 1     | NBL  | 9    | 8-20  |     |            |
| 2011-12   | 1     | NBL  | 7    | 11-17 |     |            |
| 2012-13   | 1     | NBL  | 4    | 12-16 | 0-2 | Semifinais |
| 2013-14   | 1     | NBL  | 5    | 12-16 |     |            |
| 2014-15   | 1     | NBL  | 7    | 9-19  |     |            |
| 2015-16   | 1     | NBL  | 8    | 6-22  |     |            |
| 2016-17   | 1     | NBL  | 7    | 13-15 |     |            |
| 2017-18   | 1     | NBL  | 6    | 11-17 |     |            |

fonte:australiabasket.com

### Títulos

#### NBL
Campeão (3):2003, 2004, 2005
Finalista (2): 2006, 2008

## Ligações Externas
- Sydney Kings no Facebook
- Sydney Kings no X
- Sydney Kings no Instagram
- Canal de Sydney Kings no YouTube
- Sydney Kings no australiabasket.com
- Sydney Kings no nbl.com.au